# Amblysellus torqus
Amblysellus torqus är en insektsart som beskrevs av Delong och Hamilton 1974. Amblysellus torqus ingår i släktet Amblysellus och familjen dvärgstritar. Inga underarter finns listade i Catalogue of Life.